# Marieta Ljarja
Marieta Ljarja z d. Ilo (ur. 3 września 1955 w Pogradcu) – albańska aktorka.

## Życiorys
W 1977 ukończyła studia na wydziale aktorskim Instytutu Sztuk w Tiranie. Po studiach rozpoczęła pracę w teatrze estradowym w Pogradcu. W 1979 przeniosła się do Teatru Ludowego (alb. Teatri Popullor) w Tiranie. W 1995 została mianowana dyrektorem wydziału sztuki w ministerstwie kultury, młodzieży i sportu, w którym pracowała do 1997. W tym czasie kierowała produkcją programów dla dzieci w telewizji albańskiej. W 1997 wraz z rodziną wyemigrowała do Grecji, mieszkała w Missolungi. Kilka lat później powróciła do kraju i rozpoczęła pracę w stacji telewizyjnej Klan.
Na dużym ekranie zadebiutowała w roku 1978 rolą Doniki w filmie Ne pyjet me bore ka jete. Potem zagrała jeszcze w 15 filmach fabularnych.
Za swoją działalność została wyróżniona tytułem Zasłużonej Artystki (alb. Artiste e Merituar). Od 1979 jest żoną reżysera Rikarda Ljarji.
W 1991 związała się z opozycją demokratyczną. W wyborach 1991 była kandydatką na deputowaną Demokratycznej Partii Albanii w okręgu Pogradec. W 2010 została wyróżniona tytułem Honorowej Obywatelki Pogradca.

## Role filmowe
- 1978: Ne pyjet me bore ka jete jako Donika
- 1978: Vajzat me kordele te kuqe jako Jeta Duro
- 1981: Kur po xhirohej nje film jako Drita, asystentka reżysera
- 1982: Rruga e lirise jako Vojsava
- 1982: Nje vonese e vogel jako nauczycielka
- 1985: Enveri ynë jako żona Bujara
- 1985: Asgje nuk harrohet jako Sara, żona Andiego
- 1986: Fillim i veshtire jako macocha Zana
- 1986: Rrethimi i vogel jako żona przewodniczącego
- 1987: Rrethi i kujteses jako Margarita Begolli
- 1990: Vitet e pritjes jako Nerenxha
- 1987: Telefon i nje mengjesi jako Marjana
- 1991: Prindёr tё vegjёl jako matka
- 1994: Lamerica jako kierowniczka w fabryce
- 1996: Nata
- 1996: Viktimat e Tivarit
- 2003: Njerëz dhe Fate TV jako Halla
- 2007: Time of the Comet jako przełożona zakonu
- 2025: The passport jako Vera